# Западное кладбище (Осло)

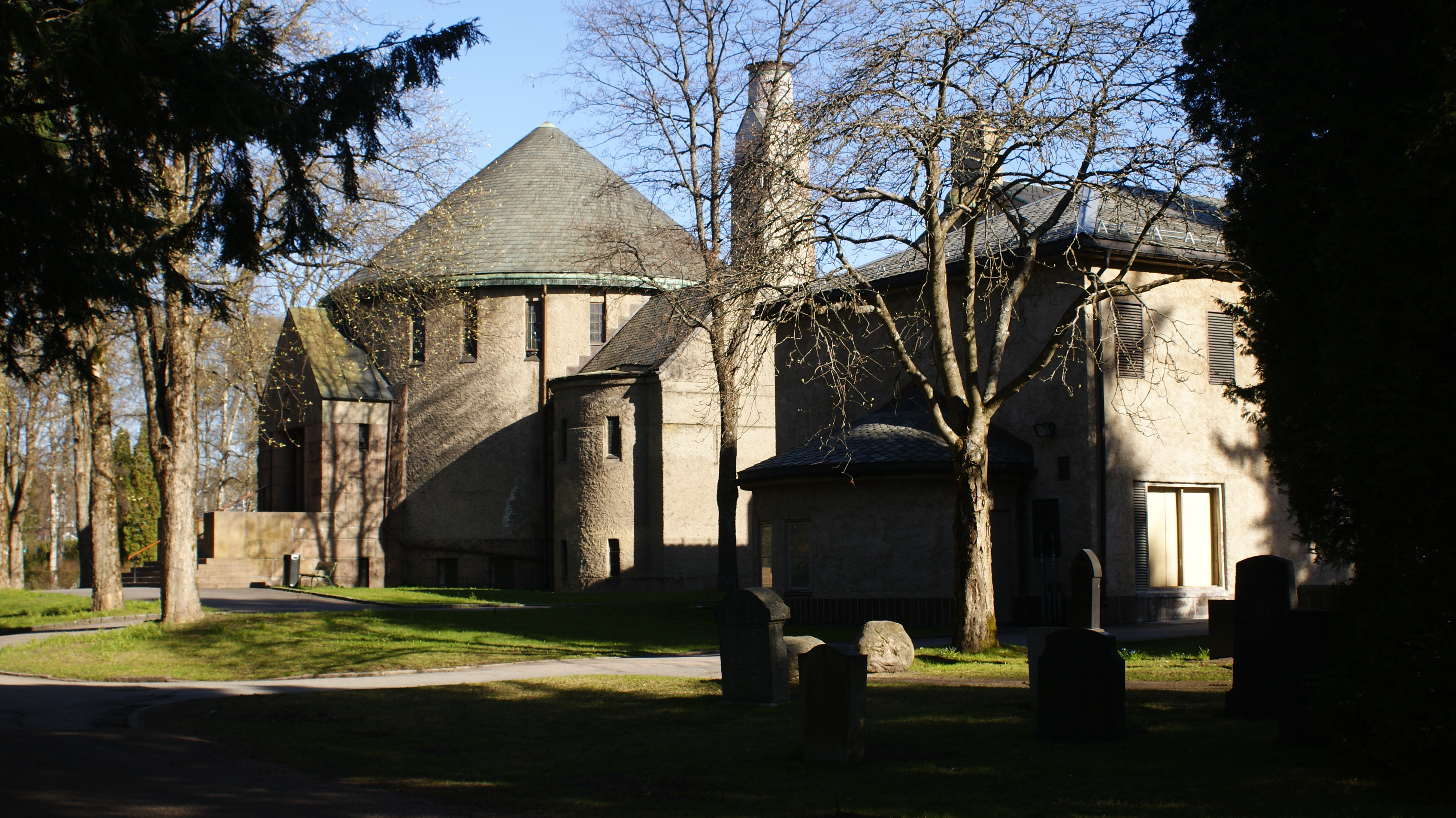
Здание крематория на Западном кладбище

Западное кладбище (норв. Vestre gravlund) — кладбище в районе Фрогнер в западной части столицы Норвегии города Осло. Расположено рядом со станцией метро Borgen.
Площадь кладбища 24 га (самое большое в Норвегии). Открыто в сентябре 1902 года. На территории кладбища расположены часовня (Gravkapellet), построенная по проекту архитектора Альфреда Кристиана Даля, и крематорий (Vestre krematorium). Часовню окружают аллеи и рощицы из разнообразных пород деревьев. Здесь можно встретить большое разнообразие живых изгородей, которые придают особое очарование этому месту, имеется множество птиц и белок.
В западной части находится военное кладбище, где нашли последний покой не только норвежцы, но и представители других стран. На военном участке находятся захоронения 101 военнослужащего Британского Содружества, погибших во время Второй мировой войны. Большинство из них были лётчиками, сбитыми во время налёта на оккупированный немцами аэропорт Форнебу в Осло. Большинство других погибли в авиакатастрофах во время высадки союзников, только в День освобождения (10 мая 1945 г.) погибло 43 человека. Памятный крест был открыт в ноябре 1949 года. Открывал его генерал Отто Руге, командовавший норвежской армией во время немецкого вторжения в апреле 1940 года. Напротив креста жители Осло установили памятник Содружеству военнослужащих, погибших на норвежской земле при освобождении их родины. Мемориал представляет собой коленопреклонённую фигуру скорбящей обнажённой женщины и был открыт в июне 1960 года королём Норвегии Улафом V.
На Западном кладбище Осло находятся могилы многих известных людей Норвегии:
- Витх, Боргер, — юрист, банкир и государственный деятель.
- Альнес, Эйвинн, композитор
- Андерсен, Гуннар, спортсмен.
- Андерсен, Карстен, дирижёр и скрипач
- Анкер, Юхан, яхтсмен
- Биркеланд, Кристиан, физик
- Браттели, Трюгве, премьер-министр Норвегии
- Бьерке, Андре, писатель
- Вестли, Анне-Катарина, писательница
- Герхардсен, Эйнар, премьер-министр Норвегии
- Гледич, Эллен, радиохимик
- Грам, Грегерс, деятель норвежского Движения Сопротивления
- Индребё, Адольф, политик
- Йохансен, Ян Отто, писатель
- Кейсем, Кейси, актёр
- Клоэд, Вильгельм, оперный певец
- Лалла Карлсен, певица
- Лассон, Боккен, оперная певица
- Линге, Мартин, актёр
- Локе, Кристиан, военачальник
- Лунд, Фредрик Станг, политик
- Несс, Арне, философ
- Обель, Хаук, актёр
- Паульсен, Аксель, конькобежец и фигурист
- Руге, Отто, военачальник
- Сандемусе, Аксель, писатель
- Свердруп, Отто, полярный исследователь
- Сёнстебю, Гуннар, деятель норвежского Движения Сопротивления
- Синдинг, Кристиан, норвежский композитор, дирижёр
- Стёрмер, Карл, математик
- Флагстад, Кирстен, оперная певица
- Фриш, Рагнар, экономист
- Фрюденлунн, Кнут, дипломат
- Халл, Паулина, композитор
- Хассель, Сверре Хельге, полярный исследователь
- Хейберг, Гуннар, драматург
- Хофмо, Гунвор, поэтесса
- Хьерульф, Отто Рикард, премьер-министр
- Юве, Йёрген, писатель
- Карл Людвиг Якобсен, скульптор

## Галерея

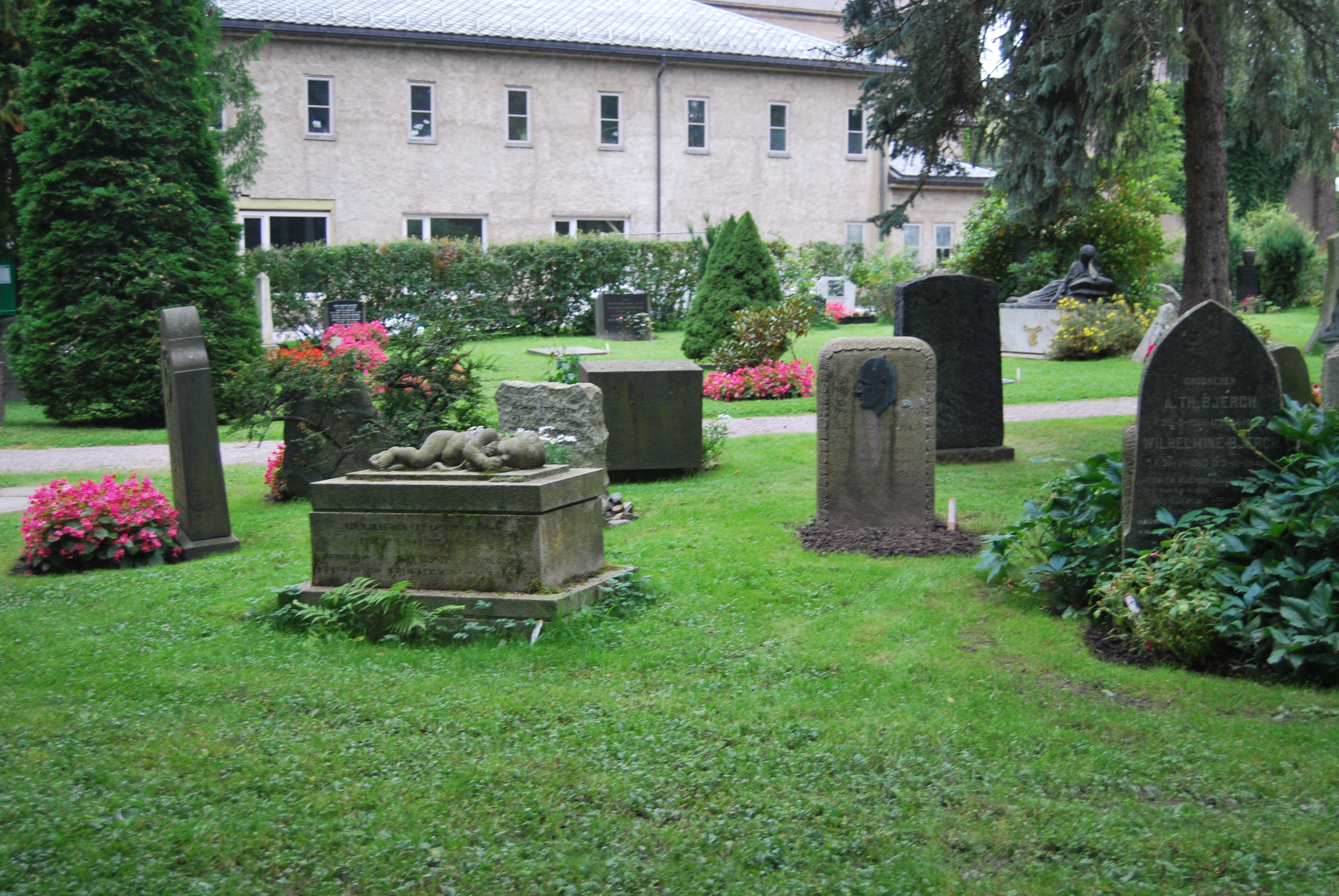
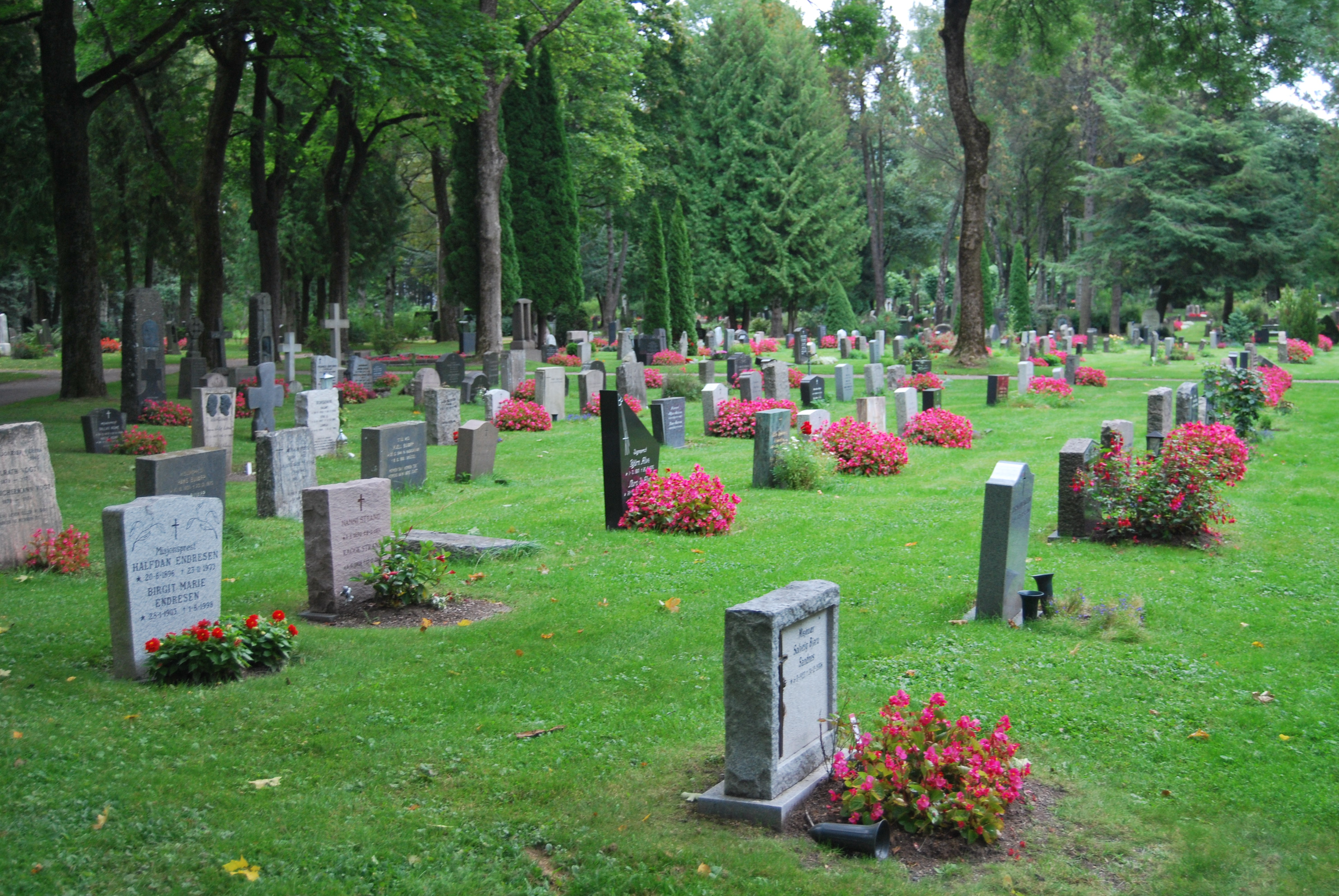
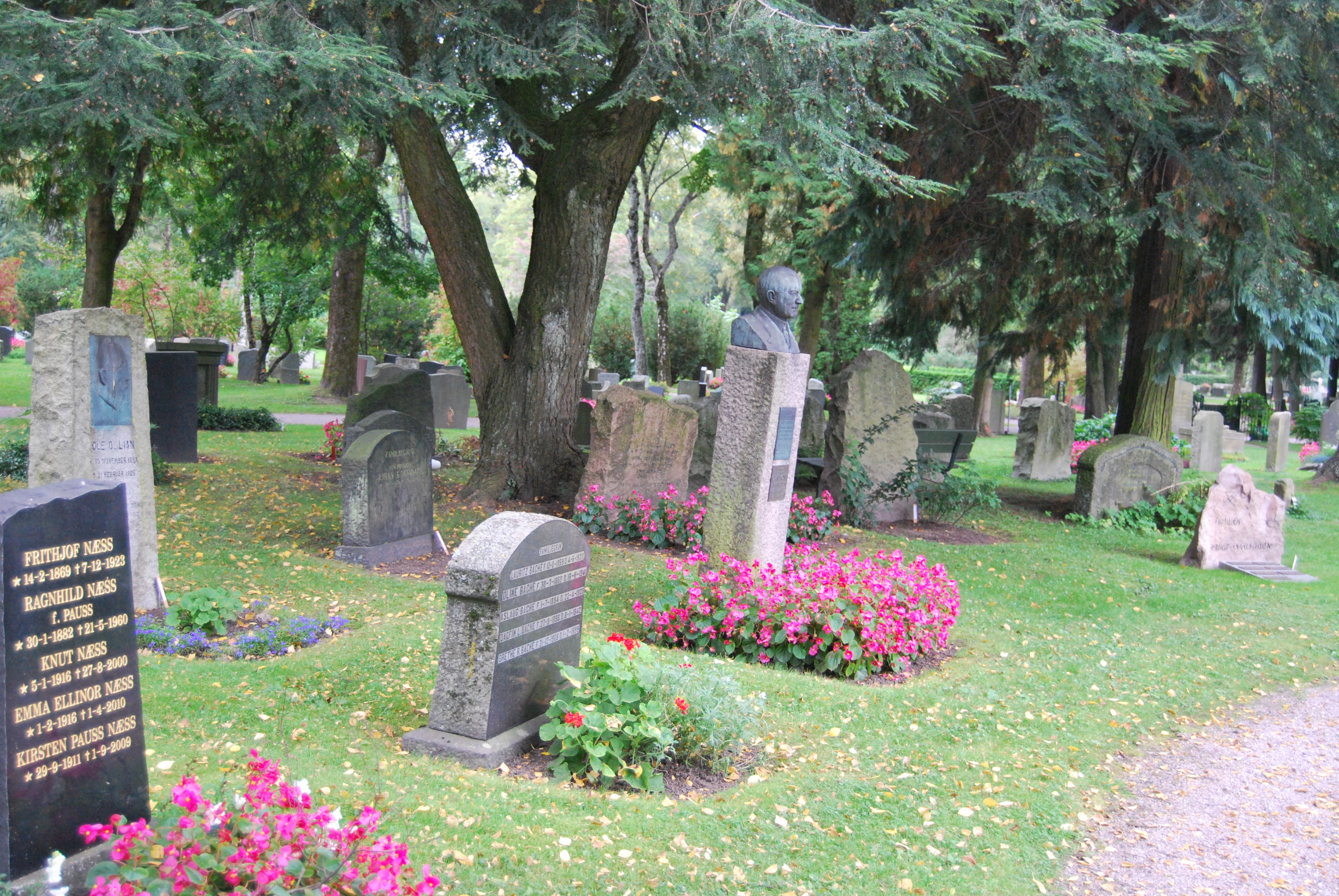
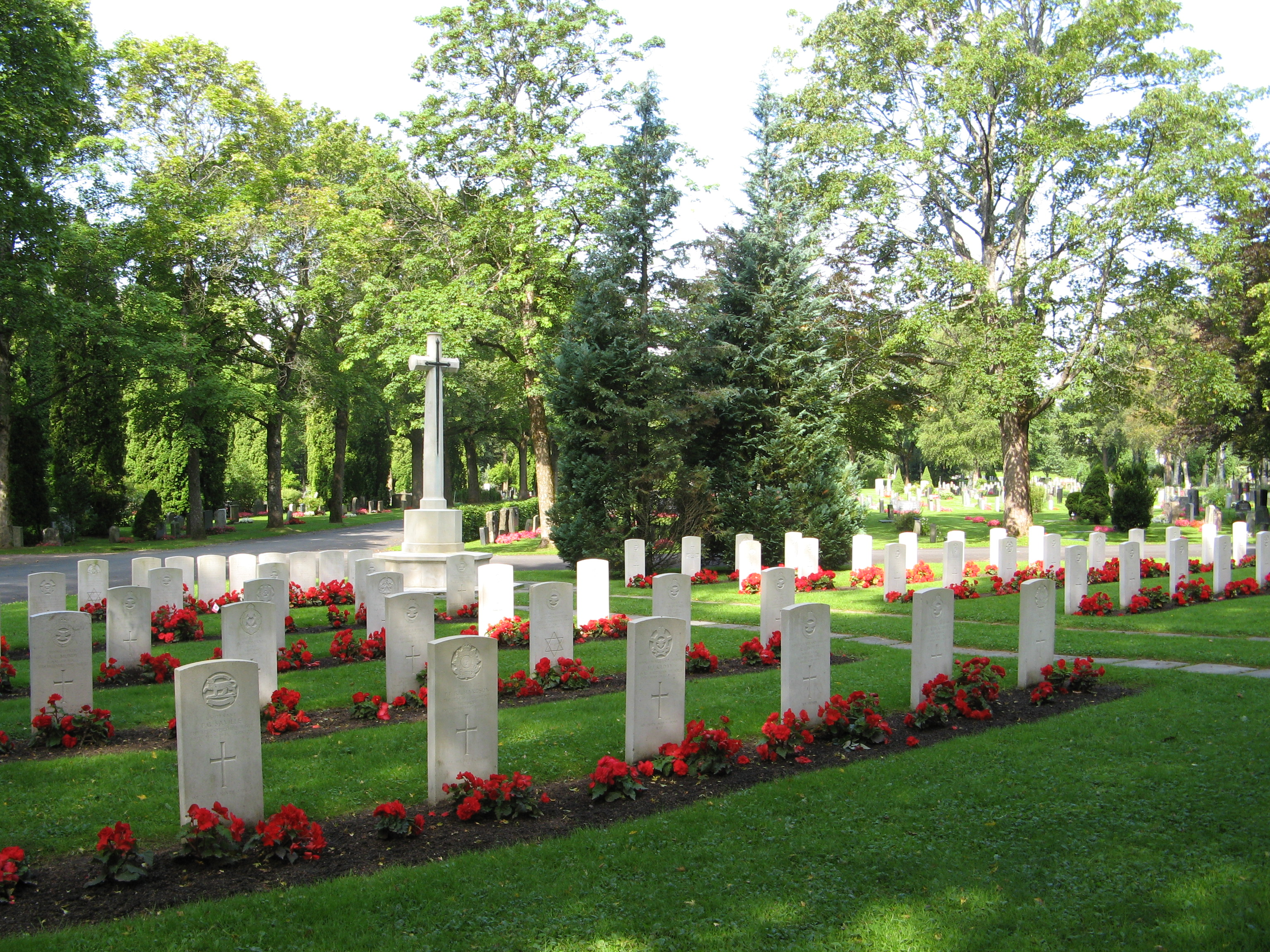